# Exploració
|  | «Explorador» redirigeix aquí. Vegeu-ne altres significats a «explorador (desambiguació)». |

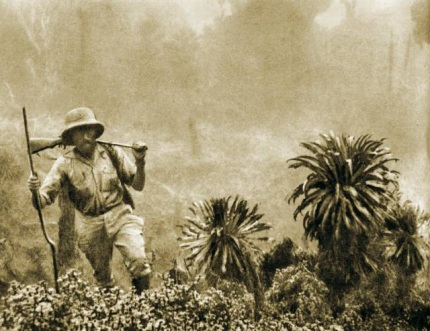
L'explorador Kazimierz Nowak

L'exploració és l'activitat de cercar o viatjar amb el propòsit de descobrir, ja siguin pobles o indrets desconeguts. En són exemples l'exploració de l'espai, de cerca de minerals o de petroli. També s'aplica a la cerca d'informació. Tot i que l'exploració ha existit des dels orígens de la humanitat amb les migracions humanes prehistòriques a la recerca de nous territoris per diferents espècies d'homínids que van partir d'Àfrica, arribant a tots els continents, no és clar a quina espècie pertany la primera generació d'emigrants. Una de les cimeres s'assolí durant l'era de l'exploració, quan els navegants europeus viatjaren al voltant del món a la recerca de noves terres, cultures i religions.
Les exploracions de les edats Antiga i Mitjana estaven limitades per raons tecnològiques, socioeconòmiques o fins i tot polítiques i ideològiques, d'algunes exploracions van quedar testimonis més o menys mitificats, i el xoc cultural sol ser destructiu per al col·lectiu de menor desenvolupament.

## Èpoques notables de l'exploració humana

Mapa de la migració humana segons estudis de l'ADN mitocondrial. La llegenda representa els milers d'anys des de l'actualitat. La línia blava assenyala l'extensió màxima dels gels i les àrees de tundra durant la darrera gran glaciació

La genètica de poblacions ha pogut establir que des d'aquest bressol originari els humans es van dividir en quatre grups. Dos d'ells van migrar cap a l'oest, on van conviure amb humans més primitius. Un tercer grup va desplaçar-se cap al sud i van esdevenir els avantpassats dels Khoisan (haplogrup mitocondrial humà L0) i un quart grup va instal·lar-se a terres de l'actual Etiòpia, amb restes conservades d'entre 154.000 i 160.000 anys (Homo sapiens idaltu). Alguns descedents d'aquest darrer grup probablement van emprendre sortides primerenques del continent però, o bé no van sobreviure o bé no se n'han trobat restes.

### Fenicis

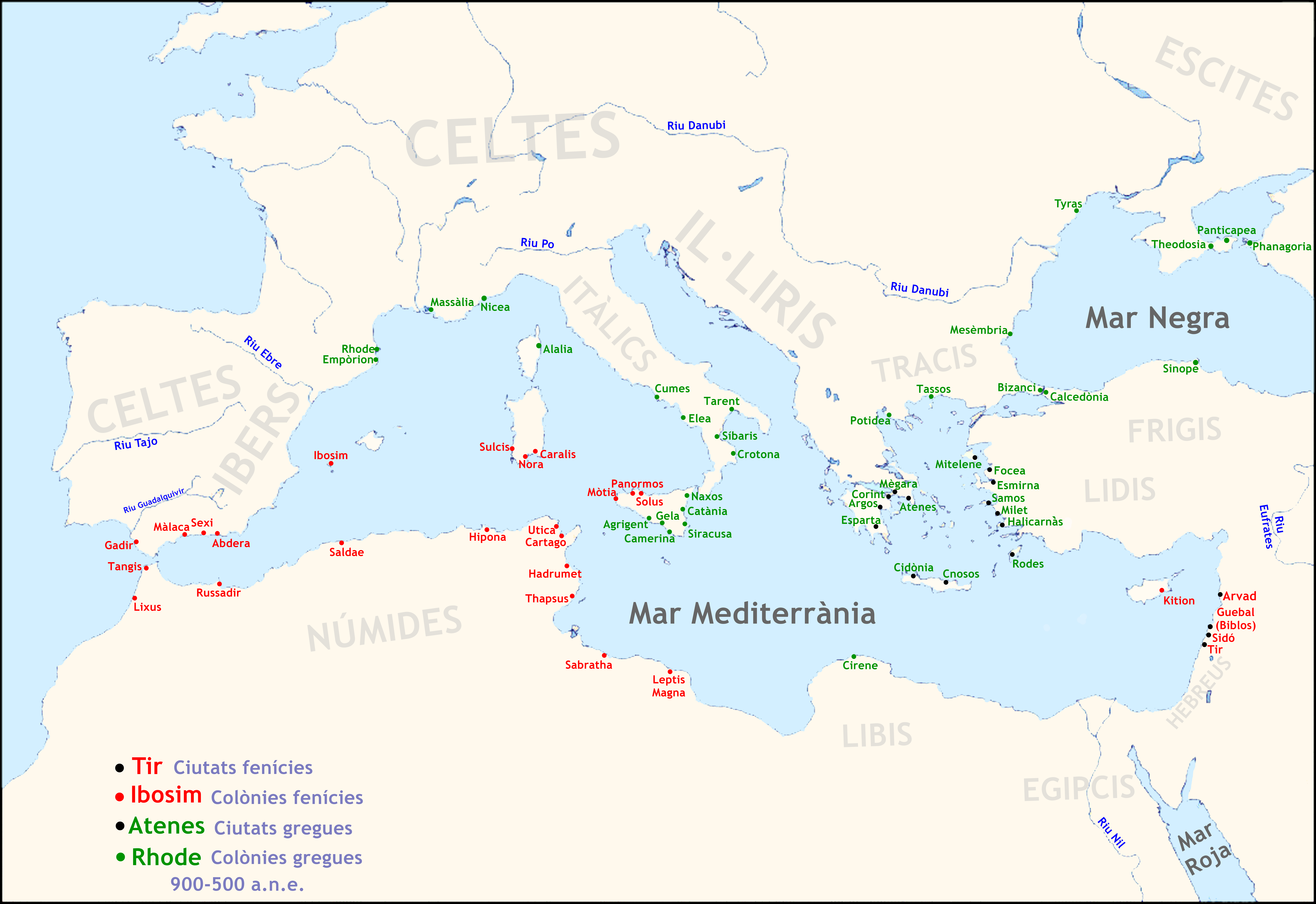
Mapa de les principals colònies fenícies i gregues.

Els fenicis (1550 aC – 300 aC) van comerciar per tot el mar Mediterrani i l'Àsia Menor, encara que moltes de les seves rutes encara són desconegudes. La presència d'estany en alguns artefactes i lingots fenicis suggereix que podrien haver comerciat amb Bretanya o Cornualla. Segons l'Eneida de Virgili i altres fonts antigues, la llegendària reina fenícia de Tir Dido va navegar fins al nord d'Àfrica i va fundar la ciutat de Cartago.

### Cartaginesos
El Periple de Hannó descriu l'expedició d'Hannó el Navegant i altres navegants, que no poden ser fixats en cap època especial, per tal de colonitzar la costa a l'oest de l'estret de Gibraltar i un viatge al que probablement és el riu Senegal.

### Grecs

Extensió de l'Imperi d'Alexandre

Al voltant del 330 a.C. Píteas va navegar cercant una ruta per transportar l'estany d'Europa Septentrional des del sud de França fins a les Illes Britàniques per la banda de l'Atlàntic, va ser el primer a circumnavegar Gran Bretanya, explorar l'Elba i el Rin, i arribar a Thule (més comunament es creu que són les illes Shetland o Islàndia). Alexandre el Gran arribà fins al Riu Beas al Punjab, on les seves tropes van refusar seguir avançant.

### Xinesos
Durant el segle ii aC, la dinastia Han va explorar gran part de l’hemisferi nord oriental. Des del 139 aC Zhang Qian va viatjar cap a l'oest en un intent fallit per aconseguir una aliança amb els yuezhi contra els xiongnu, que els havien expulsats de Gansu, i en els viatges va descobrir països sencers que els xinesos desconeixien, incloses les restes de les conquestes d'Alexandre el Gran. Quan Zhang va tornar a la Xina el 125 aC, va informar de les seves visites a Dayuan (Fergana), Kangju (Sogdiana) i Daxia (Bactria, anteriorment el regne greco-bactrià que acabava de ser sotmès pels yuezhi), descrivint Dayuan i Daxia com a països agrícoles i urbans com la Xina i, tot i que no s'hi va aventurar, va descriure Shendu (la vall del riu Indus al nord-oest de l'Índia) i Anxi (territoris arsàcids) més a l'oest.
Al segle xiv l'explorador Wang Dayuan va fer dos grans viatges en vaixell a l'Oceà Índic navegant pel mar de la Xina del Sud i visitant molts llocs del sud-est asiàtic, arribant fins al sud d'Àsia, desembarcant a Sri Lanka i l'Índia, i fins i tot va anar a Austràlia. Després va visitar el nord d'Àfrica i l'Àfrica Oriental, i anys després l'almirall xinès Zheng He va fer set viatges a Aràbia, Àfrica Oriental, Índia, Indonèsia i Tailàndia.

### Romans
Els romans van organitzar expedicions recolzades per legionaris per obtenir or, esclaus, marfil, pells i plomes, i transportar-lo en camell creuant el Sàhara per cinc rutes diferents: a través del Sàhara occidental, cap al riu Níger i el real Tombuctú, a través de les muntanyes Tibesti, cap al llac Txad i actual Nigèria, a través del riu Nil, cap a Uganda actual, a través de la costa occidental d’Àfrica, cap a les illes Canàries i cap Verd i a través del mar Roig, cap a Somàlia actual i potser Tanzània.

Les relacions comercials entre Roma i l'Est, inclosa la Xina, segons la guia de navegació del segle I dC Periple de la Mar Eritrea

Els romans també van organitzar diverses exploracions al nord d'Europa. Les exploracions a prop de les costes occidentals i orientals africanes van ser recolzades per vaixells romans i profundament relacionades amb el comerç naval principalment cap a l'oceà Índic. Amb l'adquisició de l'Egipte Ptolemaic, els romans comencen a negociar amb l'Índia i al segle II comencen les relacions sinoromanes i els comerciants romans arriben a Siam, Cambodja, Sumatra i Java i al segle iii, al nord del Vietnam.

### Era dels vikings
L'era dels vikings fou el període comprès entre 793 i 1066 a Escandinàvia i Anglaterra, després de l'era del ferro germànica (l'era de Vendel a Suècia). Durant aquest període, els vikings, guerrers i comerciants escandinaus, van saquejar i explorar una gran part de l’hemisferi nord occidental a través de rius i oceans d'Europa, sud-oest d'Àsia, el nord de l'Àfrica. Erik el Vermell va navegar i es va instal·lar a Groenlàndia després de ser expulsat d'Islàndia, mentre que el seu fill Leif Ericson va arribar a Terranova i la costa propera nord-americana, i es creu que és el primer europeu a desembarcar a Amèrica del Nord.

### Polinesis
Els polinesis eren un poble marítim que va poblar i explorar el Pacífic central i sud durant uns 5.000 anys, fins al 1280 quan van establir-se a Nova Zelanda. L’invent clau per a la seva exploració va ser la canoa polinèsia, que proporcionava una plataforma ràpida i estable per transportar mercaderies i persones. Es creu que el viatge a Nova Zelanda va ser deliberat però es desconeix si van anar un o més vaixells, el tipus de vaixell o els noms dels que van emigrar. Els estudis realitzats el 2011 a la barra de Wairau de Nova Zelanda mostren una alta probabilitat que un origen fos Huahine a les illes de la Societat. És possible que els polinesis hagin utilitzat els vents alisis predominants del nord-est per arribar a Nova Zelanda en unes tres setmanes. Les Illes Cook estan en línia directa al llarg del camí de migració i poden haver estat un punt intermedi d’aturada. Hi ha similituds culturals i lingüístiques entre els illencs de Cook i els maoris de Nova Zelanda. Els primers maoris tenien diferents llegendes dels seus orígens, però les històries van ser mal enteses i reinterpretades en confusos relats escrits dels primers historiadors europeus a Nova Zelanda que intentaven presentar un patró coherent d’assentament maori a Nova Zelanda.
El modelatge matemàtic basat en estudis de genoma de l’ADN, mitjançant tècniques d’última generació, ha demostrat que un gran nombre de migrants polinesis (100-200), incloses dones, van arribar a Nova Zelanda al mateix temps, al voltant de 1280.

### Era de l'exploració

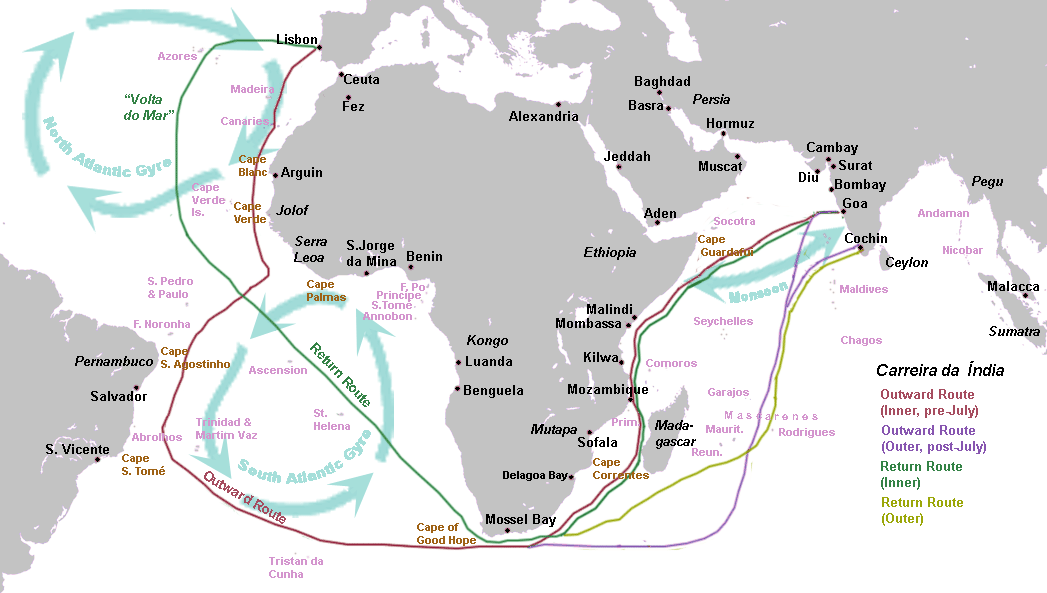
Viatges d'exploració portuguesos a l'Índia

L'era de l'exploració va començar a principis del segle XV i va durar fins al segle xvii i és un dels períodes d’exploració geogràfica més importants de la història de la humanitat, en què els europeus van descobrir o explorar vastes zones de les Amèriques, Àfrica, Àsia i Oceania. Portugal i Espanya van dominar les primeres etapes de l'exploració i els van seguir Anglaterra, els Països Baixos i França.
A l'Àfrica, els exploradors més importants d’aquest període inclouen Diogo Cão, que va descobrir i navegar el riu Congo i va arribar a les costes dels actuals Angola i Namíbia, i Bartolomeu Dias, el primer europeu en arribar al cap de Bona Esperança. Entre els exploradors de rutes d'Europa cap a Àsia, l'Oceà Índic i l'Oceà Pacífic, Vasco da Gama va fer el primer viatge d'Europa a l'Índia i de tornada pel Cap de Bona Esperança, descobrint l'oceà ruta cap a l'est; Pedro Alvares Cabral que, seguint el camí da Gama, va reivindicar el Brasil i va dirigir la primera expedició que unia Europa, Àfrica, Amèrica i Àsia; Diogo Dias, que va descobrir la costa oriental de Madagascar i va voltar la Banya d'Àfrica, Diogo Fernandes Pereira i Pedro Mascarenhas, que van descobrir i cartografiar les illes Mascarenes i altres arxipèlags. António de Abreu i Francisco Serrão van dirigir la primera flota europea directa cap a la riba occidental de l’oceà Pacífic a través de les illes Sunda fins a arribar a les Moluques, i Andrés de Urdaneta va descobrir la ruta marítima des d’Àsia fins a les Amèriques. A l'Oceà Pacífic, Jorge de Meneses va descobrir Papua Nova Guinea i García Jofre de Loaisa va descobrir les Illes Marshall.
Les exploracions de les Amèriques van començar amb el descobriment d’Amèrica per Cristòfor Colom, que va dirigir una expedició castellana a través de l’Atlàntic i després es van enviar diverses expedicions per explorar l’hemisferi occidental, com la de Juan Ponce de León que va descobrir i cartografiar la costa de Florida, Vasco Núñez de Balboa que va ser el primer europeu a veure l'Oceà Pacífic des de les costes americanes després de creuar l'istme de Panamà confirmant que Amèrica era un continent separat d'Àsia, Aleixo Garcia, que va explorar els territoris de l'actual sud del Brasil, Paraguai i Bolívia, creuant el Chaco i arribant als Andes, Álvar Núñez Cabeza de Vaca va descobrir el Mississipi i va ser el primer europeu a navegar pel golf de Mèxic i creuar Texas, Jacques Cartier va dibuixar els primers mapes d'una part del Canadà central i marítim, Francisco Vázquez de Coronado va descobrir el Gran Canó i el riu Colorado i Francisco de Orellana va ser el primer europeu a navegar per l'Amazones.

Tot i que Magallanes no intentà circumnavegar el món i va morir a mig camí, sovint és més recordat que Elcano.

Fernão de Magalhães va ser el primer navegant a creuar l'Oceà Pacífic, descobrint l'estret de Magallanes, les illes Tuamotus i Mariannes, i aconseguint una circumnavegació gairebé completa de la Terra, en múltiples viatges, per primera vegada, Juan Sebastián Elcano va completar la primera circumnavegació mundial. A la segona meitat del segle XVI i al segle XVII l'exploració d'Àsia i l'Oceà Pacífic va continuar amb exploradors com Andrés de Urdaneta, que va descobrir la ruta marítima d'Àsia a les Amèriques, Pedro Fernández de Quirós, que va descobrir les illes Pitcairn i l’arxipèlag de Vanuatu i Álvaro de Mendaña que va descobrir l’arxipèlag de Tuvalu, les Marqueses, les Illes Salomó i l’illa Wake. Entre els exploradors d'Austràlia es trobava Willem Janszoon, que va fer el primer desembarcament europeu registrat a Austràlia, Yñigo Ortiz de Retez, que va descobrir i va arribar a l'est i al nord de Nova Guinea, Luis Váez de Torres, que va descobrir l'estret de Torres entre Austràlia i Nova Guinea i Abel Tasman, que va explorar el nord d’Austràlia, va descobrir Tasmània, Nova Zelanda i Tongatapu.
A Amèrica del Nord, els principals exploradors van incloure Henry Hudson, que va explorar la badia de Hudson al Canadà, Samuel de Champlain, que va explorar el riu Sant Llorenç i els Grans Llacs al Canadà i al nord dels Estats Units, i René Robert Cavelier de La Salle, que va explorar la regió dels Grans Llacs i tota la longitud del riu Mississipi.

### Edat moderna
Altres exploradors van completar el mapa del món molt després de l'era de l'exploració: diversos exploradors russos van arribar a la costa del Pacífic siberià i a l'estret de Bering, Vitus Bering al servei de la Marina russa va explorar l'estret de Bering, el mar de Bering, la costa nord-americana d’Alaska i algunes altres zones del nord de l’oceà Pacífic, i James Cook va explorar la costa est d’Austràlia, les illes Hawaii i va circumnavegar el continent antàrtic.

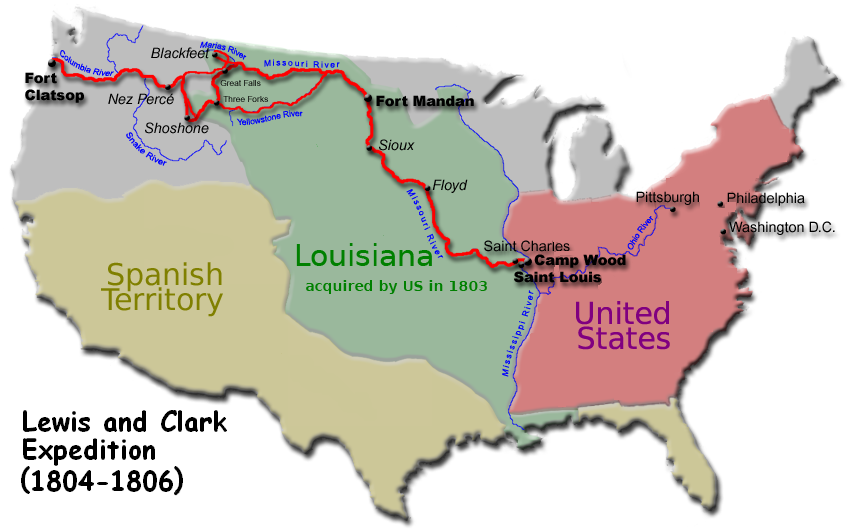
Ruta de l'expedició de Lewis i Clark

Exploracions significatives encara es van produir ben entrada l'edat moderna com l'expedició de Lewis i Clark enviada per Thomas Jefferson per explorar la recentment adquirida Compra de la Louisiana i trobar una ruta aquàtica interior cap a l'Oceà Pacífic, juntament amb altres objectius per examinar la flora i la fauna del continent.
L'expedició exploradora de Sir John Ross enviada per Andrew Jackson per sondejar l'Oceà Pacífic i les terres circumdants va ser el primer a descobrir que la mar profunda està habitada per la vida quan captura meduses i cucs a uns 2.000 m de profunditat amb un dispositiu especial. Les condicions extremes a la mar profunda requereixen mètodes i tecnologies elaborades per suportar-les. Al segle xx, l'exploració en aigües profundes va avançar considerablement a través d'una sèrie d'invencions tecnològiques, que van des del sonar a submarins tripulats en immersió profunda. El 1960, Jacques Piccard i Donald Walsh van descendir al batiscaf Trieste a la part més profunda dels oceans del món, la Fossa de les Mariannes. Amb l'arribada de les imatges per satèl·lit i l'aviació, l'exploració de la superfície de la Terra ha avabat en gran manera, però la cultura de moltes tribus desconnectades encara queda indocumentada i queda per explorar. L'exploració urbana és l'exploració d’estructures artificials, generalment ruïnes abandonades o components ocults de l'entorn fet per l’home.

### Exploració espacial

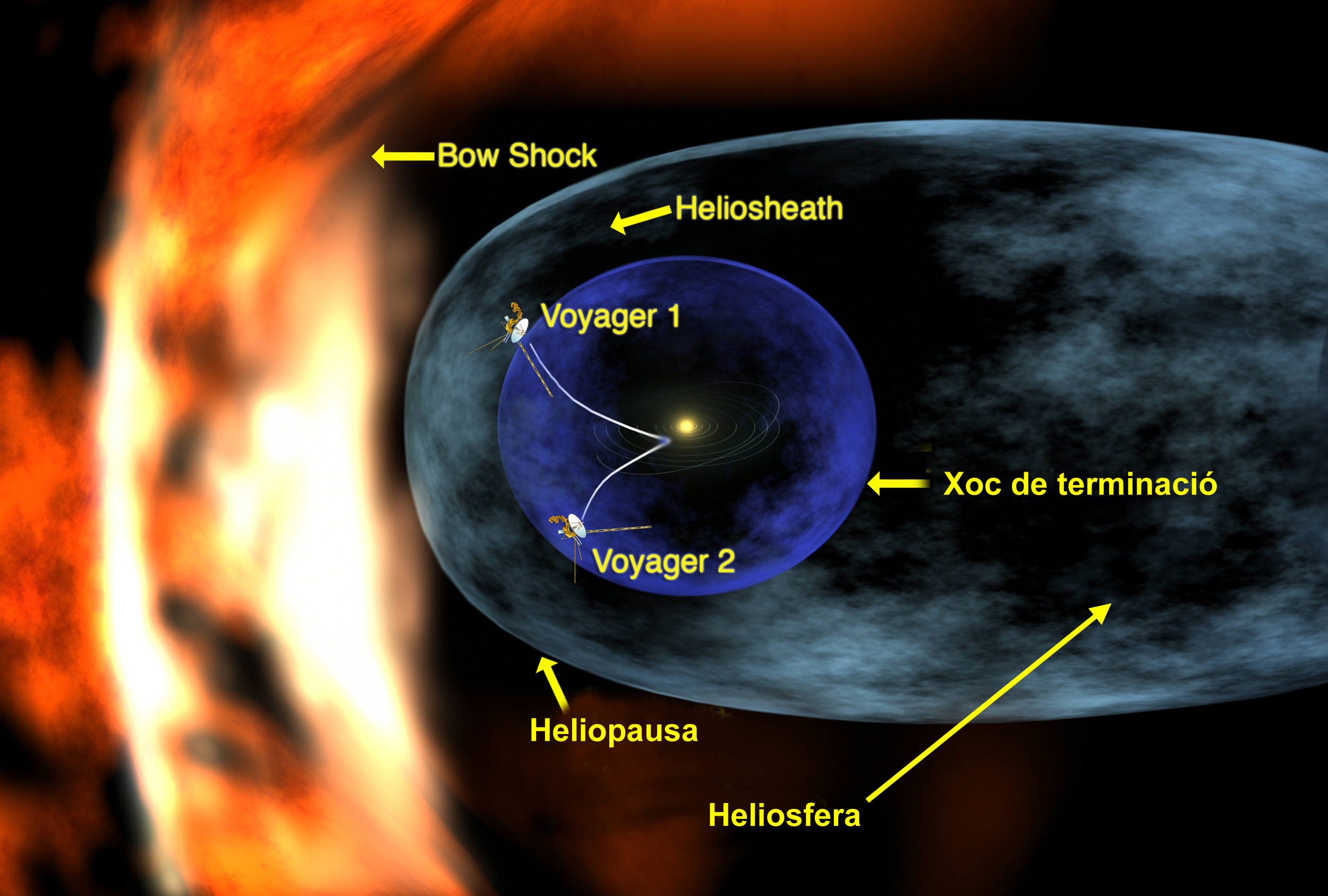
El Voyager 1 a l'heliosheath

L'exploració espacial és l'ús de l'astronomia i la tecnologia espacial per a explorar l'espai exterior. L'exploració física de l'espai es porta a terme tant per vols espacials tripulats com per sondes espacials robòtiques. Mentre que l'observació d'objectes en l'espai, coneguda com a astronomia, és anterior a la història registrada, va ser el desenvolupament de coets grans i relativament eficients durant el segle xx que va permetre l'exploració de l'espai físic convertir-se en una realitat. Raons comuns per a l'exploració de l'espai inclouen l'avanç de la investigació científica, unint diferents nacions, assegurar la supervivència futura de la humanitat i el desenvolupament d'avantatges militars i estratègiques contra altres països. A vegades, es van fer diverses crítiques de l'exploració espacial.
El maig del 2005 es va anunciar que el Voyager 1 havia creuat el front de xoc de terminació i penetrat a l'heliofunda el desembre del 2004, a una distància de 94 ua. En canvi, el Voyager 2 comença a detectar partícules retornants el maig del 2006, cosa que suggereix que s'apropava al front de xoc de terminació malgrat que només estava a 76 ua del Sol. Això implica que l'heliosfera podria tenir una forma irregular, més arrodonida a l'hemisferi nord solar i més aplanada al sud.